# Los Carabeos

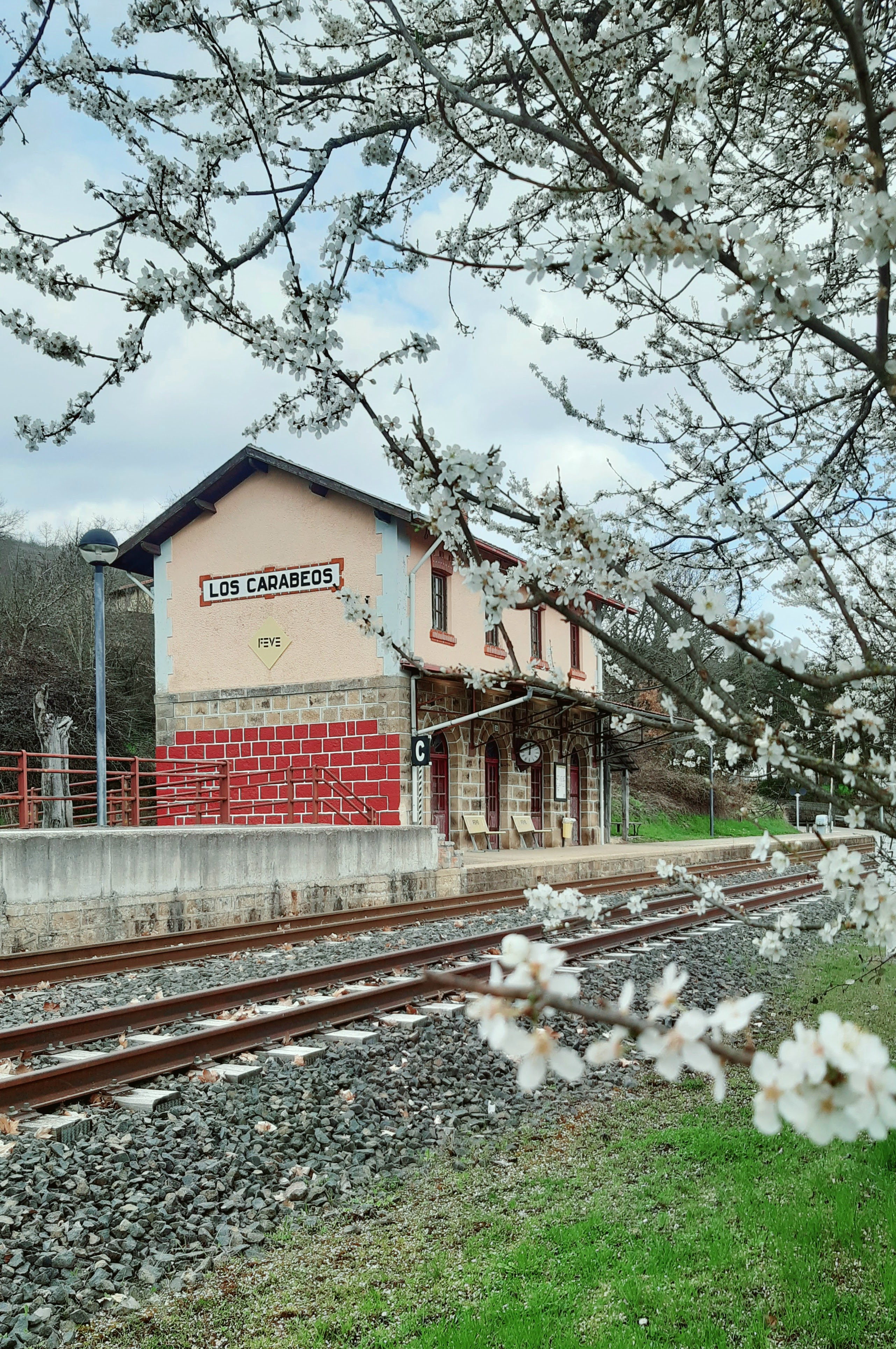
Estación de ferrocarril de Los Carabeos, situada en Arroyal.

Los Carabeos es un extinto concejo de la antigua Merindad de Campoo (actual comarca de Campoo-Los Valles en Cantabria, España), y posterior ayuntamiento hasta su definitiva integración en el municipio de Valdeprado del Río en 1868.

## Toponimia
Existen varias teorías relativas al nombre del concejo. Según algunos filólogos, la raíz carau- (piedra) está emparentada con la lengua de los ilirios:
"Menéndez Pidal ha señalado paralelos entre algunos topónimos españoles y otros ilirios, entre ellos los derivados de carau- 'piedra'. Uno de estos derivados es el pueblo, hoy desaparecido, cercano a Sasamón, llamado "Caravein" o "Caraveo", homónimo de "Los Carabeos", al sur de la provincia de Santander". 
En Cantabria, el significado primigenio 'piedra' se vería matizado en la palabra "carabeo" con la determinación de piedra de molino.
Otro enfoque es el de un origen vegetal, basado en las masas forestales de roble y haya del concejo, que permitieron el aprovechamiento de la leña y la madera como fuente de ingresos. En ese sentido, la raíz prerromana "carb-/carv-" significa "ramaje, matorral, arbusto, leña menuda, rebollo o roble joven".

## Historia

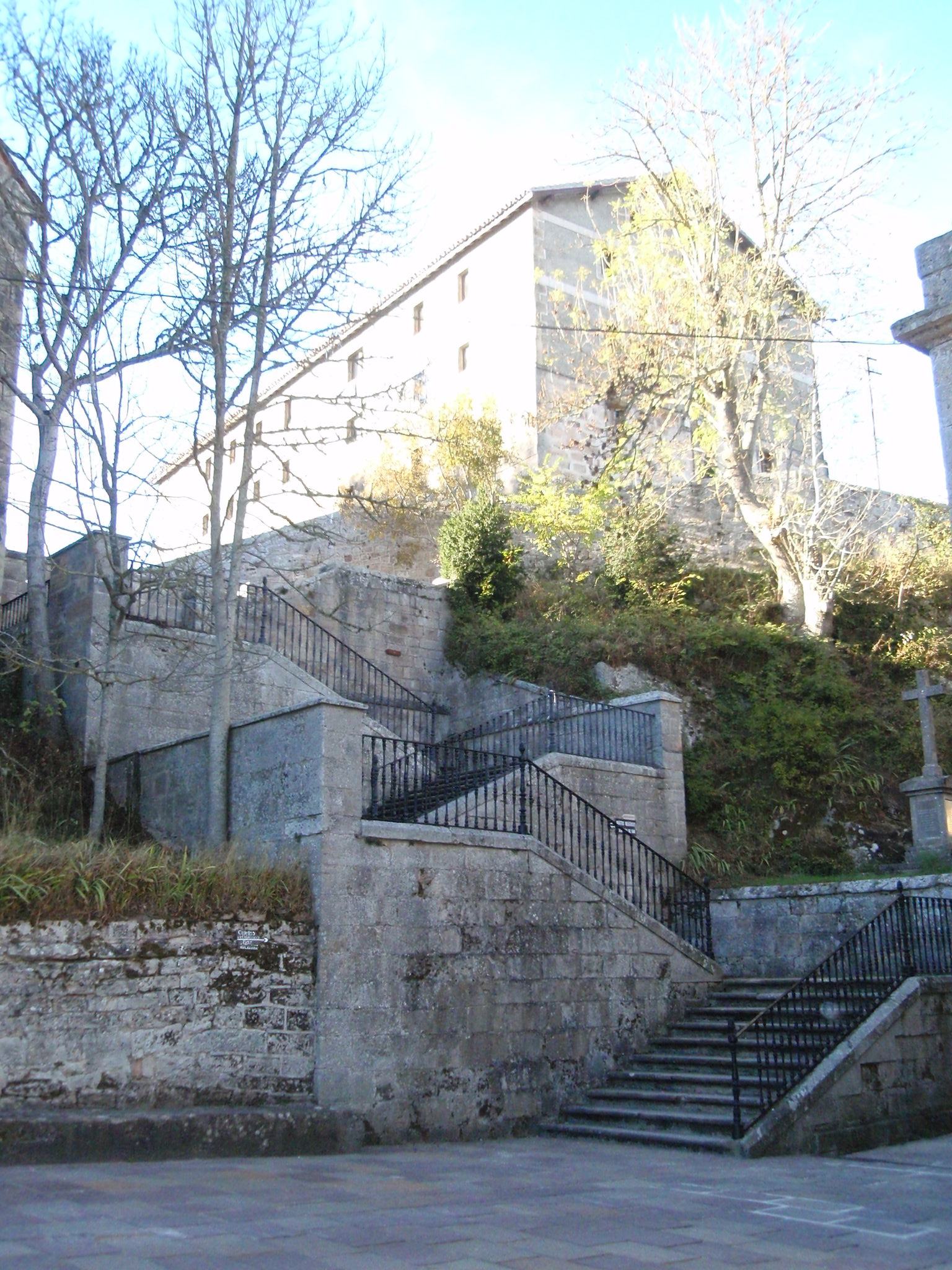
Santuario de Montesclaros en la antigua Hermandad de Los Carabeos.

La primera mención al emplazamiento se encuentra en el fuero de Cervatos del año 999, existiendo diversos testimonios escritos posteriores relativos a Caraveo o Carabeo. En el siglo XIII el rey Fernando III el Santo concede al Monasterio de Montesclaros, situado en Los Carabeos, el título de Real Santuario. 
El Becerro de las Behetrías de 1352 recoge que Los Carabeos pertenecía a la jurisdicción de Aguilar de Campoo, dependiente del Condado de Castilla.
Posteriormente (es posible que desde el siglo XV), varios concejos se agruparon en una nueva forma de institución administrativa, dando lugar a la Hermandad de Los Carabeos. Esta Hermandad estaba formada por el concejo de Los Carabeos, el de Arcera-Aroco y el de Los Riconchos. Cada uno de los tres concejos contaba con un regidor y un número de fieles, supeditados a un procurador general de la Hermandad.
Ya en el siglo XIX, a raíz de lo establecido en la Constitución de 1812, se crearon los diversos ayuntamientos, formándose uno a partir de la Hermandad de Los Carabeos (1822). En 1868 se integraron los ayuntamientos de Los Carabeos y de Valdeprado, dando lugar al municipio de Valdeprado del Río. La capitalidad del nuevo ayuntamiento recayó en un principio en Valdeprado, pero en 1873 pasó a Arroyal, que la mantiene en la actualidad.

## Localidades
El concejo de Los Carabeos comprendía siete barrios, perdurando cuatro de ellos:
- Arroyal
- Barruelo
- San Andrés
- Cantinoria (integrado en Barruelo)
- Santa Olalla (extinto)
- Berzosa (extinto)
- La Piedra (extinto)

La Hermandad y posterior Ayuntamiento de Los Carabeos regía también las localidades de los siguientes concejos:
- Arcera-Aroco: barrio de Arriba, barrio de Abajo y Aroco.
- Los Riconchos: Aldea de Ebro, Bustidoño, Laguillos, Malataja y Mediadoro.

## Demografía
| Gráfica de evolución demográfica de Los Carabeos entre 1842 y 1860 |
| |
| Población de derecho según los censos de población del INE Población de hecho según los censos de población del INEEntre el censo de 1877 y el anterior, este municipio desaparece porque se integra en el municipio Valdeprado del Rïo. |

## Folclore
Los Carabeos contaban con una tradición de carnavales protagonizados por unos personajes denominados zamarrones, mozos disfrazados con arreglo a unas normas tradicionales, que recorrían los barrios pidiendo limosna, dando saltos y cimbreando sus cuerpos para hacer sonar un cinturón de campanas o cencerros adosado a su cintura. Esta tradición, similar a la de otras localidades cercanas como Lanchares o Polaciones, permanece activa en las celebraciones que tienen lugar en los pueblos del antiguo concejo.